# Hrvoje Šarinić
 (juillet 2017).
Si vous disposez d'ouvrages ou d'articles de référence ou si vous connaissez des sites web de qualité traitant du thème abordé ici, merci de compléter l'article en donnant les références utiles à sa vérifiabilité et en les liant à la section « Notes et références ».
Hrvoje Šarinić, né le 17 février 1935 à Sušak en Yougoslavie (aujourd’hui intégrée à Rijeka en Croatie) et mort le 21 juillet 2017 à Zagreb (Croatie), est un homme politique croate, membre de l’Union démocratique croate.
Il est Premier ministre de la République de Croatie du 12 août 1992 au 3 avril 1993. Nikica Valentić lui succède.